# Danh sách cầu thủ tham dự giải vô địch bóng đá trẻ thế giới 1997
Dưới đây là danh sách các đội hình tham gia Giải vô địch bóng đá trẻ thế giới 1997 ở Malaysia. Các cầu thủ in đậm từng thi đấu cho đội tuyển quốc gia.

## Bảng A

### Bỉ
| Số | Vt | Cầu thủ                | Ngày sinh (tuổi)            | Số trận | Câu lạc bộ      |
| -- | -- | ---------------------- | --------------------------- | ------- | --------------- |
| 1  | TM | Jean-François Gillet   | 31 tháng 5, 1979 (18 tuổi)  |         | Standard Liège  |
| 2  | HV | Bjorn de Coninck       | 20 tháng 7, 1977 (19 tuổi)  |         | Club Brugge     |
| 3  | HV | Carl Hoefkens          | 6 tháng 10, 1978 (18 tuổi)  |         | Lierse SK       |
| 4  | HV | François Rouffignon    | 22 tháng 1, 1978 (19 tuổi)  |         | Standard Liège  |
| 5  | HV | Guy Veldeman           | 14 tháng 12, 1978 (18 tuổi) |         | Anderlecht      |
| 6  | HV | Dimitri Wavreille      | 27 tháng 1, 1977 (20 tuổi)  |         | Standard Liège  |
| 7  | TV | Fabrice Staelens       | 11 tháng 1, 1977 (20 tuổi)  |         | Cercle Brugge   |
| 8  | TV | Tom Caluwé             | 11 tháng 4, 1978 (19 tuổi)  |         | KV Mechelen     |
| 9  | TV | Frank Magerman         | 9 tháng 11, 1977 (19 tuổi)  |         | Beveren         |
| 10 | TV | Joeri Pardo            | 12 tháng 10, 1977 (19 tuổi) |         | Club Brugge     |
| 11 | HV | Gauthier Remacle       | 26 tháng 5, 1977 (20 tuổi)  |         | Standard Liège  |
| 12 | TM | Olivier Renard         | 24 tháng 5, 1979 (18 tuổi)  |         | Charleroi       |
| 13 | TV | Gunter van Handenhoven | 16 tháng 12, 1978 (18 tuổi) |         | KV Mechelen     |
| 14 | TĐ | Wesley de Smet         | 5 tháng 1, 1977 (20 tuổi)   |         | Beveren         |
| 15 | TĐ | Kurt Morhaye           | 29 tháng 3, 1977 (20 tuổi)  |         | Sint-Truiden    |
| 16 | TĐ | Cedric Roussel         | 6 tháng 1, 1978 (19 tuổi)   |         | La Louvière     |
| 17 | TV | Sammy van den Bossche  | 5 tháng 5, 1977 (20 tuổi)   |         | Eendracht Aalst |
| 18 | TĐ | Bart van den Eede      | 3 tháng 1, 1977 (20 tuổi)   |         | Beveren         |

### Malaysia
| Số | Vt | Cầu thủ                              | Ngày sinh (tuổi)            | Số trận | Câu lạc bộ         |
| -- | -- | ------------------------------------ | --------------------------- | ------- | ------------------ |
| 1  | TM | Megat Amir Faisal Al-Khalidy Ibrahim | 27 tháng 9, 1978 (18 tuổi)  |         | Kedah FA           |
| 2  | TV | Nik Ahmad Fadly Nik Leh              | 28 tháng 5, 1977 (20 tuổi)  |         | Kelantan FA        |
| 3  | HV | M. Karunakaran                       | 20 tháng 7, 1978 (18 tuổi)  |         | Kuala Lumpur FA    |
| 4  | HV | S. Jayaprakash                       | 24 tháng 2, 1979 (18 tuổi)  |         | Public Bank FC     |
| 5  | TV | M. Gopalan                           | 29 tháng 8, 1977 (19 tuổi)  |         | Kuala Lumpur FA    |
| 6  | HV | Mohd Affendy Hamzah                  | 10 tháng 1, 1977 (20 tuổi)  |         | Kuala Lumpur FA    |
| 7  | TV | Roslee Md Derus                      | 15 tháng 8, 1978 (18 tuổi)  |         | Terengganu FA      |
| 8  | TV | Azlan Hussain                        | 8 tháng 8, 1977 (19 tuổi)   |         | Kuala Lumpur FA    |
| 9  | TĐ | V. Saravanan                         | 11 tháng 1, 1978 (19 tuổi)  |         | Perak FA           |
| 10 | TV | Dass Gregory Kolopis                 | 1 tháng 2, 1977 (20 tuổi)   |         | Sabah FA           |
| 11 | TV | Mohd Azmir Norhakim Burhan           | 11 tháng 12, 1978 (18 tuổi) |         | Kuala Lumpur FA    |
| 12 | TV | Gilbert Cassidy Gawing               | 3 tháng 3, 1977 (20 tuổi)   |         | Sarawak FA         |
| 13 | HV | Mohd Khairun Haled Masrom            | 4 tháng 6, 1977 (20 tuổi)   |         | Negeri Sembilan FA |
| 14 | HV | M. Elangoo                           | 22 tháng 3, 1977 (20 tuổi)  |         | Selangor FA        |
| 15 | TV | Tengku Hazman Raja Hassan            | 6 tháng 3, 1977 (20 tuổi)   |         | Perlis FA          |
| 16 | TĐ | Chow Chee Weng                       | 21 tháng 5, 1977 (20 tuổi)  |         | Penang FA          |
| 17 | TV | Mohd Nafuzi Zain                     | 27 tháng 10, 1978 (18 tuổi) |         | Kelantan FA        |
| 18 | TM | Mohd Sany Muhammad Fahmi             | 13 tháng 8, 1978 (18 tuổi)  |         | Johor FA           |
| 44 | TV | Saiful Anuar Ismail                  | 13 tháng 8, 1978 (18 tuổi)  |         | Perlis FA          |

### Maroc
| Số | Vt | Cầu thủ           | Ngày sinh (tuổi)            | Số trận | Câu lạc bộ         |
| -- | -- | ----------------- | --------------------------- | ------- | ------------------ |
| 1  | TM | Tarik El-Jarmouni | 30 tháng 12, 1977 (19 tuổi) |         | SCCM de Mohammédia |
| 2  | HV | Rachid Bourissai  | 4 tháng 1, 1977 (20 tuổi)   |         | Maghreb Fez        |
| 3  | HV | Mounir Haddaji    | 5 tháng 6, 1977 (20 tuổi)   |         | Kawkab Marrakech   |
| 4  | HV | Khalid Khamma     | 28 tháng 4, 1978 (19 tuổi)  |         | Wydad Casablanca   |
| 5  | TV | Youssef Safri     | 13 tháng 1, 1977 (20 tuổi)  |         | Rachad Bernoussi   |
| 6  | TV | Aissam El-Barodi  | 10 tháng 5, 1978 (19 tuổi)  |         | MAS Fes            |
| 7  | HV | Mohamed Kharbouch | 22 tháng 1, 1977 (20 tuổi)  |         | Raja Casablanca    |
| 8  | TĐ | Adil Ramzi        | 14 tháng 7, 1977 (19 tuổi)  |         | Kawkab Marrakech   |
| 9  | TĐ | Hicham Zerouali   | 17 tháng 7, 1977 (19 tuổi)  |         | FUS Rabat          |
| 10 | TV | Tarik Sektioui    | 13 tháng 5, 1977 (20 tuổi)  |         | Maghreb Fez        |
| 11 | TĐ | Mohamed Jabrane   | 29 tháng 11, 1979 (17 tuổi) |         | Maghreb Fez        |
| 12 | TM | Hichame Oussaid   | 5 tháng 2, 1978 (19 tuổi)   |         | RS Settat          |
| 13 | TĐ | Ihsane Ghandi     | 1 tháng 1, 1977 (20 tuổi)   |         | Wydad Casablanca   |
| 14 | HV | Abdelaziz Larabi  | 1 tháng 1, 1977 (20 tuổi)   |         | FAR Rabat          |
| 15 | HV | Mohammed Chippo   | 20 tháng 4, 1977 (20 tuổi)  |         | KAC Kenitra        |
| 16 | HV | Noureddine Kacemi | 17 tháng 10, 1977 (19 tuổi) |         | SCCM de Mohammédia |
| 17 | TV | Hamid Termina     | 5 tháng 1, 1977 (20 tuổi)   |         | Wydad Casablanca   |
| 18 | TV | Abdelfetah Saad   | 5 tháng 7, 1977 (19 tuổi)   |         | Wydad Casablanca   |

### Uruguay
| Số | Vt | Cầu thủ             | Ngày sinh (tuổi)            | Số trận | Câu lạc bộ             |
| -- | -- | ------------------- | --------------------------- | ------- | ---------------------- |
| 1  | TM | Gustavo Munúa       | 27 tháng 1, 1978 (19 tuổi)  |         | Nacional               |
| 2  | TV | Álvaro Perea        | 6 tháng 4, 1978 (19 tuổi)   |         | Peñarol                |
| 3  | HV | Martín Rivas        | 17 tháng 2, 1977 (20 tuổi)  |         | Danubio                |
| 4  | HV | Carlos Díaz         | 4 tháng 2, 1979 (18 tuổi)   |         | Defensor Sporting Club |
| 5  | TV | Pablo García        | 11 tháng 5, 1977 (20 tuổi)  |         | Montevideo Wanderers   |
| 6  | HV | César Pellegrín     | 5 tháng 3, 1979 (18 tuổi)   |         | Danubio                |
| 7  | TV | Christian Callejas  | 17 tháng 5, 1978 (19 tuổi)  |         | Danubio                |
| 8  | TV | Fabián Coelho       | 20 tháng 1, 1977 (20 tuổi)  |         | Nacional               |
| 9  | TĐ | Marcelo Zalayeta    | 5 tháng 12, 1978 (18 tuổi)  |         | Peñarol                |
| 10 | TĐ | Nicolás Olivera     | 30 tháng 5, 1978 (19 tuổi)  |         | Defensor Sporting Club |
| 11 | TV | Inti Podestá        | 23 tháng 4, 1978 (19 tuổi)  |         | Danubio                |
| 12 | TM | Fabián Carini       | 26 tháng 12, 1979 (17 tuổi) |         | Danubio                |
| 13 | HV | Alejandro Melono    | 27 tháng 4, 1977 (20 tuổi)  |         | Rentistas              |
| 14 | HV | Alejandro Lembo     | 15 tháng 2, 1978 (19 tuổi)  |         | Bella Vista            |
| 15 | TV | Mario Regueiro      | 14 tháng 9, 1978 (18 tuổi)  |         | Cerro                  |
| 16 | TĐ | Manuel Abreu        | 8 tháng 3, 1977 (20 tuổi)   |         | Defensor Sporting Club |
| 17 | TĐ | Hernán López        | 21 tháng 1, 1978 (19 tuổi)  |         | River Plate            |
| 18 | TV | Sebastián Cartagena | 19 tháng 1, 1978 (19 tuổi)  |         | Danubio                |

## Bảng B

### Brasil
| Số | Vt | Cầu thủ     | Ngày sinh (tuổi)           | Số trận | Câu lạc bộ        |
| -- | -- | ----------- | -------------------------- | ------- | ----------------- |
| 1  | TM | Marcelo     | 8 tháng 1, 1977 (20 tuổi)  |         | Flamengo          |
| 2  | HV | Paulo César | 28 tháng 6, 1978 (18 tuổi) |         | Flamengo          |
| 3  | HV | Jean        | 24 tháng 9, 1977 (19 tuổi) |         | Santos            |
| 4  | HV | Álvaro      | 1 tháng 11, 1977 (19 tuổi) |         | São Paulo         |
| 5  | TV | Sidney      | 3 tháng 3, 1977 (20 tuổi)  |         | São Paulo         |
| 6  | HV | Athirson    | 16 tháng 1, 1977 (20 tuổi) |         | Flamengo          |
| 7  | TĐ | Fabiano     | 6 tháng 4, 1978 (19 tuổi)  |         | São Paulo         |
| 8  | TV | Pedrinho    | 29 tháng 6, 1977 (19 tuổi) |         | Vasco da Gama     |
| 9  | TĐ | Fernandão   | 18 tháng 3, 1978 (19 tuổi) |         | Goiás             |
| 10 | TV | Alex        | 14 tháng 9, 1977 (19 tuổi) |         | Coritiba          |
| 11 | TĐ | Adaílton    | 24 tháng 1, 1977 (20 tuổi) |         | Guarani           |
| 12 | TM | Helton      | 18 tháng 5, 1978 (19 tuổi) |         | Vasco da Gama     |
| 13 | HV | Éder        | 7 tháng 10, 1977 (19 tuổi) |         | Grêmio            |
| 14 | HV | Vinícius    | 7 tháng 3, 1977 (20 tuổi)  |         | Internacional     |
| 15 | TV | Odair       | 22 tháng 1, 1977 (20 tuổi) |         | Internacional     |
| 16 | TV | Perdigão    | 28 tháng 6, 1977 (19 tuổi) |         | Coritiba          |
| 17 | TĐ | Júnior      | 2 tháng 4, 1977 (20 tuổi)  |         | Salvador de Bahia |
| 18 | TĐ | Roni        | 28 tháng 4, 1977 (20 tuổi) |         | Fluminense        |

### Pháp
| Số | Vt | Cầu thủ               | Ngày sinh (tuổi)            | Số trận | Câu lạc bộ    |
| -- | -- | --------------------- | --------------------------- | ------- | ------------- |
| 1  | TM | Mickaël Landreau      | 14 tháng 5, 1979 (18 tuổi)  |         | Nantes        |
| 2  | HV | Willy Sagnol          | 18 tháng 3, 1977 (20 tuổi)  |         | Saint-Étienne |
| 3  | HV | Jean Sebastien Jaures | 30 tháng 9, 1977 (19 tuổi)  |         | Auxerre       |
| 4  | HV | Mikaël Silvestre      | 9 tháng 8, 1977 (19 tuổi)   |         | Rennes        |
| 5  | HV | William Gallas        | 17 tháng 8, 1977 (19 tuổi)  |         | Caen          |
| 6  | TV | Peter Luccin          | 9 tháng 4, 1979 (18 tuổi)   |         | Bordeaux      |
| 7  | TV | Yoann Bigné           | 23 tháng 8, 1977 (19 tuổi)  |         | Rennes        |
| 8  | TV | Kuami Agboh           | 28 tháng 12, 1977 (19 tuổi) |         | Auxerre       |
| 9  | TĐ | Thierry Henry         | 17 tháng 8, 1977 (19 tuổi)  |         | Monaco        |
| 10 | TĐ | Daniel Moreira        | 8 tháng 8, 1977 (19 tuổi)   |         | Guingamp      |
| 11 | TĐ | David Trezeguet       | 15 tháng 10, 1977 (19 tuổi) |         | Monaco        |
| 12 | TV | Kodjo Afanou          | 21 tháng 1, 1977 (20 tuổi)  |         | Bordeaux      |
| 13 | HV | Philippe Christanval  | 31 tháng 8, 1978 (18 tuổi)  |         | Monaco        |
| 14 | TĐ | Nicolas Anelka        | 14 tháng 3, 1979 (18 tuổi)  |         | Arsenal       |
| 15 | TV | Medhi Leroy           | 18 tháng 4, 1978 (19 tuổi)  |         | Nantes        |
| 16 | TM | Jérémie Janot         | 11 tháng 10, 1977 (19 tuổi) |         | Saint-Étienne |
| 17 | TĐ | Cedric Mouret         | 26 tháng 3, 1978 (19 tuổi)  |         | Cannes        |
| 18 | TĐ | Lilian Compan         | 30 tháng 4, 1977 (20 tuổi)  |         | Cannes        |

### Hàn Quốc
Huấn luyện viên:  Park Lee-Chun
| Số | Vt | Cầu thủ         | Ngày sinh (tuổi)            | Số trận | Câu lạc bộ              |
| -- | -- | --------------- | --------------------------- | ------- | ----------------------- |
| 1  | TM | Chung Yoo-Suk   | 25 tháng 10, 1977 (19 tuổi) |         | Ajou University         |
| 2  | HV | Cho Se-Kwon     | 26 tháng 6, 1978 (18 tuổi)  |         | Chung-Ang University    |
| 3  | HV | Han Jong-Sung   | 30 tháng 1, 1977 (20 tuổi)  |         | Sungkyunkwan University |
| 4  | HV | Park Joon-Hong  | 13 tháng 4, 1978 (19 tuổi)  |         | Yonsei University       |
| 5  | HV | Sim Jae-Won     | 11 tháng 3, 1977 (20 tuổi)  |         | Yonsei University       |
| 6  | TV | Kim Man-Joong   | 4 tháng 11, 1978 (18 tuổi)  |         | Myongji University      |
| 7  | HV | Park Jin-Sub    | 11 tháng 3, 1977 (20 tuổi)  |         | Korea University        |
| 8  | TV | Lee Kwan-Woo    | 25 tháng 2, 1978 (19 tuổi)  |         | Hanyang University      |
| 9  | TĐ | Ahn Hyo-Yeon    | 16 tháng 4, 1978 (19 tuổi)  |         | Dankook University      |
| 10 | TV | Kim Do-Kyun     | 13 tháng 1, 1977 (20 tuổi)  |         | University of Ulsan     |
| 11 | TĐ | Park Byeong-Ju  | 5 tháng 10, 1977 (19 tuổi)  |         | Hansung University      |
| 12 | HV | Lee Jung-Min    | 29 tháng 9, 1978 (18 tuổi)  |         | Korea University        |
| 13 | HV | Moon Byun-Mo    | 30 tháng 4, 1977 (20 tuổi)  |         | Kyonggi University      |
| 14 | HV | Nam Ki-Sung     | 10 tháng 10, 1977 (19 tuổi) |         | Hanyang University      |
| 15 | TV | Seo Ki-Bok      | 28 tháng 1, 1979 (18 tuổi)  |         | Yonsei University       |
| 16 | TV | Yang Hyun-Jung  | 25 tháng 7, 1977 (19 tuổi)  |         | Dankook University      |
| 17 | TĐ | Chung Seok-Keun | 25 tháng 11, 1977 (19 tuổi) |         | Ajou University         |
| 18 | TM | Choi Hyun       | 7 tháng 11, 1978 (18 tuổi)  |         | Chung-Ang University    |

### Nam Phi
| Số | Vt | Cầu thủ              | Ngày sinh (tuổi)            | Số trận | Câu lạc bộ          |
| -- | -- | -------------------- | --------------------------- | ------- | ------------------- |
| 1  | TM | Gerald Wagner        | 28 tháng 1, 1977 (20 tuổi)  |         | QwaQwa Stars        |
| 2  | HV | Japie Morale         | 1 tháng 1, 1979 (18 tuổi)   |         | Supersport United   |
| 3  | HV | Vorgen Less          | 5 tháng 8, 1977 (19 tuổi)   |         | Hellenic FC         |
| 4  | HV | David Kannemeyer     | 8 tháng 7, 1977 (19 tuổi)   |         | Cape Town Spurs     |
| 5  | HV | Matthew Booth        | 14 tháng 3, 1977 (20 tuổi)  |         | Cape Town Spurs     |
| 6  | TĐ | Lucky Maselesele     | 8 tháng 3, 1980 (17 tuổi)   |         | Esseler Park        |
| 7  | TV | Stanton Fredericks   | 13 tháng 6, 1977 (20 tuổi)  |         | Wits University     |
| 8  | TV | Mzunani Mgwigwi      | 17 tháng 11, 1978 (18 tuổi) |         | Umtata Bocks        |
| 9  | HV | Ashley Makhanya      | 6 tháng 10, 1977 (19 tuổi)  |         | Natal               |
| 10 | TV | Junaid Hartley       | 22 tháng 6, 1978 (18 tuổi)  |         | Wits University     |
| 11 | TĐ | Daniel Matsau        | 18 tháng 1, 1977 (20 tuổi)  |         | Lorraine Lions      |
| 12 | TV | Manqoba Mkhize       | 23 tháng 1, 1978 (19 tuổi)  |         | Kaizer Chiefs       |
| 13 | HV | Given Nyedimane      | 13 tháng 3, 1978 (19 tuổi)  |         | Bloemfontein Celtic |
| 14 | TV | Steve Lekoelea       | 5 tháng 2, 1979 (18 tuổi)   |         | Orlando Pirates     |
| 15 | HV | Nkhiphitheni Matombo | 31 tháng 1, 1977 (20 tuổi)  |         | Dynamos             |
| 16 | TM | Wayne Roberts        | 14 tháng 8, 1977 (19 tuổi)  |         | Cape Town Spurs     |
| 17 | TĐ | Benedict McCarthy    | 12 tháng 11, 1977 (19 tuổi) |         | Cape Town Spurs     |
| 18 | TV | Patrick Mbuthu       | 3 tháng 2, 1977 (20 tuổi)   |         | Kaizer Chiefs       |

## Bảng C

### Trung Quốc
| Số | Vt | Cầu thủ       | Ngày sinh (tuổi)            | Số trận | Câu lạc bộ |
| -- | -- | ------------- | --------------------------- | ------- | ---------- |
| 1  | TM | Li Leilei     | 30 tháng 6, 1977 (19 tuổi)  |         | Army Club  |
| 2  | HV | Li Weifeng    | 26 tháng 1, 1978 (19 tuổi)  |         | Jianlibao  |
| 3  | HV | Hao Wei       | 27 tháng 12, 1976 (20 tuổi) |         | Jianlibao  |
| 4  | HV | Zheng Yi      | 8 tháng 10, 1977 (19 tuổi)  |         | Jianlibao  |
| 5  | TV | Li Tie        | 18 tháng 9, 1977 (19 tuổi)  |         | Jianlibao  |
| 6  | TV | Tao Wei       | 11 tháng 3, 1978 (19 tuổi)  |         | Jianlibao  |
| 7  | TV | Huang Yong    | 26 tháng 8, 1978 (18 tuổi)  |         | Jianlibao  |
| 8  | TĐ | Liu Lin       | 19 tháng 9, 1977 (19 tuổi)  |         | Jianlibao  |
| 9  | TĐ | Li Jinyu      | 6 tháng 11, 1977 (19 tuổi)  |         | Jianlibao  |
| 10 | TV | Sui Dongliang | 24 tháng 9, 1977 (19 tuổi)  |         | Jianlibao  |
| 11 | TV | Zhang Xiaorui | 5 tháng 8, 1978 (18 tuổi)   |         | Jianlibao  |
| 12 | HV | Yang Pu       | 30 tháng 3, 1978 (19 tuổi)  |         | Guoan      |
| 13 | TĐ | Wang Peng     | 16 tháng 6, 1978 (19 tuổi)  |         | Jianlibao  |
| 14 | TĐ | Yao Li        | 9 tháng 8, 1977 (19 tuổi)   |         | Jianlibao  |
| 15 | HV | Zhang Ran     | 15 tháng 8, 1977 (19 tuổi)  |         | Jianlibao  |
| 16 | TĐ | Zheng Bin     | 4 tháng 7, 1977 (19 tuổi)   |         | Jianlibao  |
| 17 | TĐ | Sun Zhi       | 19 tháng 10, 1977 (19 tuổi) |         | Jianlibao  |
| 18 | TM | Li Jian       | 9 tháng 12, 1977 (19 tuổi)  |         | Jianlibao  |

### Ghana
| Số | Vt | Cầu thủ            | Ngày sinh (tuổi)            | Số trận | Câu lạc bộ          |
| -- | -- | ------------------ | --------------------------- | ------- | ------------------- |
| 1  | TM | Osei Oscar Asamoah | 12 tháng 12, 1979 (17 tuổi) |         | Real Tamale United  |
| 2  | TV | Joseph Ansah       | 5 tháng 11, 1978 (18 tuổi)  |         | Accra Hearts of Oak |
| 3  | HV | Fuseini Adams      | 21 tháng 11, 1978 (18 tuổi) |         | Sekondi Hasaacas    |
| 4  | HV | Kofi Amponsah      | 23 tháng 4, 1978 (19 tuổi)  |         | Ghapoha Readers     |
| 5  | HV | Christian Gyan     | 2 tháng 11, 1978 (18 tuổi)  |         | Feyenoord           |
| 6  | TV | Baba Sule          | 7 tháng 11, 1978 (18 tuổi)  |         | Mallorca            |
| 7  | TV | Dini Kamara        | 13 tháng 8, 1978 (18 tuổi)  |         | Nacional            |
| 8  | TV | Stephen Appiah     | 24 tháng 12, 1980 (16 tuổi) |         | Accra Hearts of Oak |
| 9  | TĐ | Peter Ofori Quaye  | 21 tháng 3, 1980 (17 tuổi)  |         | Kalamata            |
| 10 | TĐ | Bashiru Gambo      | 24 tháng 9, 1978 (18 tuổi)  |         | Borussia Dortmund   |
| 11 | TĐ | Mohamed Mouktar    | 6 tháng 3, 1977 (20 tuổi)   |         | Hamburger SV        |
| 12 | TV | Abdulai Al Hassan  | 3 tháng 3, 1978 (19 tuổi)   |         | Real Tamale United  |
| 13 | HV | Abdul Karim Ahmed  | 5 tháng 2, 1980 (17 tuổi)   |         | Real Sportive       |
| 14 | TV | Joe Sam            | 18 tháng 11, 1977 (19 tuổi) |         | Dwarfs              |
| 15 | HV | Odartey Lawson     | 1 tháng 12, 1977 (19 tuổi)  |         | Great Olympics      |
| 16 | TM | Michael Abu        | 26 tháng 12, 1978 (18 tuổi) |         | Okwahu United       |
| 17 | TV | Awudu Issaka       | 26 tháng 6, 1979 (17 tuổi)  |         | Auxerre             |
| 18 | TV | Richard Ackon      | 10 tháng 10, 1978 (18 tuổi) |         | Dwarfs              |

### Cộng hòa Ireland
| Số | Vt | Cầu thủ        | Ngày sinh (tuổi)            | Số trận | Câu lạc bộ                |
| -- | -- | -------------- | --------------------------- | ------- | ------------------------- |
| 1  | TM | Derek O'Connor | 9 tháng 3, 1978 (19 tuổi)   |         | Huddersfield Town         |
| 2  | HV | David Worrell  | 12 tháng 1, 1978 (19 tuổi)  |         | Blackburn Rovers          |
| 3  | HV | Robbie Ryan    | 6 tháng 5, 1977 (20 tuổi)   |         | Huddersfield Town         |
| 4  | HV | Colin Hawkins  | 17 tháng 8, 1977 (19 tuổi)  |         | Coventry City             |
| 5  | HV | Aidan Lynch    | 29 tháng 8, 1977 (19 tuổi)  |         | University College Dublin |
| 6  | TV | Stephen Murphy | 5 tháng 4, 1978 (19 tuổi)   |         | Huddersfield Town         |
| 7  | TV | Niall Inman    | 6 tháng 2, 1978 (19 tuổi)   |         | Peterborough United       |
| 8  | TV | John Burns     | 4 tháng 12, 1977 (19 tuổi)  |         | Nottingham Forest         |
| 9  | TV | Micky Cummins  | 1 tháng 6, 1978 (19 tuổi)   |         | Middlesbrough             |
| 10 | TV | Thomas Morgan  | 30 tháng 3, 1977 (20 tuổi)  |         | Blackburn Rovers          |
| 11 | TV | Damien Duff    | 2 tháng 3, 1979 (18 tuổi)   |         | Blackburn Rovers          |
| 12 | HV | David Whittle  | 2 tháng 12, 1978 (18 tuổi)  |         | Crystal Palace            |
| 13 | TV | Alan Kirby     | 8 tháng 9, 1977 (19 tuổi)   |         | Aston Villa               |
| 14 | TĐ | Neale Fenn     | 18 tháng 1, 1977 (20 tuổi)  |         | Tottenham Hotspur         |
| 15 | TĐ | Glen Crowe     | 25 tháng 12, 1977 (19 tuổi) |         | Wolverhampton Wanderers   |
| 16 | TM | Paul Whelan    | 4 tháng 9, 1978 (18 tuổi)   |         | Oxford United             |
| 17 | TĐ | Dessie Baker   | 25 tháng 8, 1977 (19 tuổi)  |         | Shelbourne                |
| 18 | TĐ | Trevor Molloy  | 14 tháng 4, 1977 (20 tuổi)  |         | Athlone Town              |

### Hoa Kỳ
| Số | Vt | Cầu thủ           | Ngày sinh (tuổi)           | Số trận | Câu lạc bộ                   |
| -- | -- | ----------------- | -------------------------- | ------- | ---------------------------- |
| 1  | TM | Andy Kirk         | 3 tháng 10, 1977 (19 tuổi) |         | University of Maryland       |
| 2  | TV | Chad McCarty      | 5 tháng 10, 1977 (19 tuổi) |         | University of Washington     |
| 3  | HV | Brian Dunseth     | 2 tháng 3, 1977 (20 tuổi)  |         | New Anh Revolution           |
| 4  | HV | Matt Chulis       | 29 tháng 8, 1977 (19 tuổi) |         | University of Virginia       |
| 5  | TĐ | Tom Poltl         | 21 tháng 9, 1977 (19 tuổi) |         | UCLA                         |
| 6  | HV | Carlos Parra      | 3 tháng 2, 1977 (20 tuổi)  |         | NY/NJ MetroStars             |
| 7  | TĐ | Myles Stoddard    | 7 tháng 1, 1977 (20 tuổi)  |         | Reno Rattlers                |
| 8  | TV | John O'Brien      | 29 tháng 8, 1977 (19 tuổi) |         | Ajax                         |
| 9  | TV | Sasha Victorine   | 3 tháng 2, 1978 (19 tuổi)  |         | UCLA                         |
| 10 | TV | Jorge Flores      | 13 tháng 2, 1977 (20 tuổi) |         | Dallas Burn                  |
| 11 | TV | Ben Olsen         | 3 tháng 5, 1977 (20 tuổi)  |         | University of Virginia       |
| 12 | TV | Ramiro Corrales   | 12 tháng 3, 1977 (20 tuổi) |         | San Jose Clash               |
| 13 | TV | Esmundo Rodriguez | 25 tháng 5, 1977 (20 tuổi) |         | San Jose Clash               |
| 14 | TV | Joey DiGiamarino  | 6 tháng 4, 1977 (20 tuổi)  |         | Colorado Rapids              |
| 15 | TV | Brian West        | 10 tháng 6, 1978 (19 tuổi) |         | University of Virginia       |
| 16 | TĐ | Josh Wolff        | 25 tháng 2, 1977 (20 tuổi) |         | University of South Carolina |
| 17 | TĐ | Shawn Petroski    | 24 tháng 8, 1977 (19 tuổi) |         | Bayer Uerdingen              |
| 18 | TM | Matt Napoleon     | 18 tháng 8, 1977 (19 tuổi) |         | Columbia University          |

## Bảng D

### Costa Rica
| Số | Vt | Cầu thủ             | Ngày sinh (tuổi)            | Số trận | Câu lạc bộ                |
| -- | -- | ------------------- | --------------------------- | ------- | ------------------------- |
| 1  | TM | Fausto González     | 13 tháng 9, 1978 (18 tuổi)  |         | Cartaginés                |
| 2  | HV | Douglas Barquero    | 11 tháng 11, 1978 (18 tuổi) |         | Paraiso FC                |
| 3  | HV | Daniel Torres       | 14 tháng 10, 1977 (19 tuổi) |         | Deportivo Saprissa        |
| 4  | TV | Pablo Nassar        | 28 tháng 1, 1977 (20 tuổi)  |         | Universidad de Costa Rica |
| 5  | TV | Leonardo Duran      | 26 tháng 6, 1977 (19 tuổi)  |         | Belen FC                  |
| 6  | TĐ | Eddie Salas         | 25 tháng 3, 1977 (20 tuổi)  |         | San Carlos                |
| 7  | TĐ | Nelson Fonseca      | 10 tháng 8, 1978 (18 tuổi)  |         | Deportivo Saprissa        |
| 8  | HV | Douglas Sequeira    | 23 tháng 8, 1977 (19 tuổi)  |         | Deportivo Saprissa        |
| 9  | TĐ | Alonso Solis        | 14 tháng 10, 1978 (18 tuổi) |         | Deportivo Saprissa        |
| 10 | TĐ | Froylan Ledezma     | 2 tháng 1, 1978 (19 tuổi)   |         | Alajuelense               |
| 11 | TĐ | Marvin Chinchilla   | 11 tháng 2, 1977 (20 tuổi)  |         | Pérez Zeledón             |
| 12 | TV | Alvin Villavicencio | 13 tháng 11, 1979 (17 tuổi) |         | Guanacaste                |
| 13 | TV | Carlos Castro       | 10 tháng 9, 1978 (18 tuổi)  |         | Alajuelense               |
| 14 | TV | Andrey Campos       | 7 tháng 12, 1978 (18 tuổi)  |         | San Carlos                |
| 15 | HV | Pablo Chinchilla    | 21 tháng 12, 1978 (18 tuổi) |         | Alajuelense               |
| 16 | TĐ | Steven Bryce        | 16 tháng 8, 1977 (19 tuổi)  |         | Goicochea                 |
| 17 | TĐ | Jonathan Bolaños    | 22 tháng 4, 1978 (19 tuổi)  |         | Sagrada Familia           |
| 18 | TM | Rodolfo Alvarez     | 20 tháng 11, 1978 (18 tuổi) |         | Deportivo Saprissa        |

### Nhật Bản
| Số | Vt | Cầu thủ             | Ngày sinh (tuổi)            | Số trận | Câu lạc bộ           |
| -- | -- | ------------------- | --------------------------- | ------- | -------------------- |
| 1  | TM | Kiyomitsu Kobari    | 12 tháng 6, 1977 (20 tuổi)  |         | Verdy Kawasaki       |
| 2  | TV | Kei Mikuriya        | 29 tháng 8, 1977 (19 tuổi)  |         | Yokohama Marinos     |
| 3  | HV | Masaharu Nishi      | 29 tháng 5, 1977 (20 tuổi)  |         | Avispa Fukuoka       |
| 4  | TV | Kazuyuki Toda       | 30 tháng 12, 1977 (19 tuổi) |         | Shimizu S-Pulse      |
| 5  | HV | Tsuneyasu Miyamoto  | 7 tháng 2, 1977 (20 tuổi)   |         | Gamba Osaka          |
| 6  | TV | Shinji Jojo         | 28 tháng 8, 1977 (19 tuổi)  |         | Urawa Red Diamonds   |
| 7  | TV | Tomokazu Myojin     | 24 tháng 1, 1978 (19 tuổi)  |         | Kashiwa Reysol       |
| 8  | TV | Nozomi Hiroyama     | 6 tháng 5, 1977 (20 tuổi)   |         | JEF United Ichihara  |
| 9  | TĐ | Kenji Fukuda        | 21 tháng 10, 1977 (19 tuổi) |         | Nagoya Grampus Eight |
| 10 | TĐ | Atsushi Yanagisawa  | 27 tháng 5, 1977 (20 tuổi)  |         | Kashima Antlers      |
| 11 | TĐ | Yoshiteru Yamashita | 21 tháng 11, 1977 (19 tuổi) |         | Avispa Fukuoka       |
| 12 | HV | Satoshi Yamaguchi   | 17 tháng 4, 1978 (19 tuổi)  |         | JEF United Ichihara  |
| 13 | TV | Harutaka Ono        | 12 tháng 5, 1978 (19 tuổi)  |         | Kashiwa Reysol       |
| 14 | HV | Masahiro Koga       | 8 tháng 9, 1978 (18 tuổi)   |         | Nagoya Grampus Eight |
| 15 | TĐ | Yuichiro Nagai      | 14 tháng 2, 1979 (18 tuổi)  |         | Urawa Red Diamonds   |
| 16 | TV | Shunsuke Nakamura   | 24 tháng 6, 1978 (18 tuổi)  |         | Yokohama Marinos     |
| 17 | TV | Michiyasu Osada     | 5 tháng 3, 1978 (19 tuổi)   |         | Verdy Kawasaki       |
| 18 | TM | Yuta Minami         | 30 tháng 9, 1979 (17 tuổi)  |         | Shizuoka Gakuen H.S. |

### Paraguay
| Số | Vt | Cầu thủ            | Ngày sinh (tuổi)            | Số trận | Câu lạc bộ          |
| -- | -- | ------------------ | --------------------------- | ------- | ------------------- |
| 1  | TM | Justo Villar       | 30 tháng 6, 1977 (19 tuổi)  |         | Sol de América      |
| 2  | HV | Diosnel Burgos     | 8 tháng 5, 1977 (20 tuổi)   |         | Club Libertad       |
| 3  | HV | Gustavo Canete     | 4 tháng 4, 1977 (20 tuổi)   |         | Cerro Porteño       |
| 4  | HV | Paulo da Silva     | 1 tháng 2, 1980 (17 tuổi)   |         | Atlántida           |
| 5  | HV | Hernán Florentin   | 1 tháng 7, 1977 (19 tuổi)   |         | Boca Juniors        |
| 6  | TV | Marcos Tiozzo      | 23 tháng 3, 1977 (20 tuổi)  |         | Guaraní             |
| 7  | TĐ | Raúl Román         | 25 tháng 10, 1977 (19 tuổi) |         | Nacional            |
| 8  | TV | Cristian Esquivel  | 21 tháng 9, 1977 (19 tuổi)  |         | Club Sol de América |
| 9  | TĐ | César Ramírez      | 21 tháng 3, 1977 (20 tuổi)  |         | Sporting CP         |
| 10 | TV | Miguel Domínguez   | 30 tháng 9, 1979 (17 tuổi)  |         | Tembetary           |
| 11 | TV | César Cáceres      | 10 tháng 6, 1977 (20 tuổi)  |         | Sporting Luqueño    |
| 12 | TM | José Fernández     | 23 tháng 1, 1979 (18 tuổi)  |         | Nacional            |
| 13 | HV | Mariano Villamayor | 19 tháng 8, 1978 (18 tuổi)  |         | Guaraní             |
| 14 | HV | Gustavo Florentin  | 30 tháng 6, 1978 (18 tuổi)  |         | Cerro Porteño       |
| 15 | TV | Gustavo Morinigo   | 23 tháng 1, 1977 (20 tuổi)  |         | Club Libertad       |
| 16 | TĐ | Tomás González     | 21 tháng 12, 1977 (19 tuổi) |         | Club Cerro Corá     |
| 17 | TĐ | Juan Samudio       | 14 tháng 10, 1978 (18 tuổi) |         | Club Libertad       |
| 18 | TV | Alberto Melgarejo  | 22 tháng 5, 1978 (19 tuổi)  |         | Atlético Madrid     |

### Tây Ban Nha
Huấn luyện viên:  Iñaki Sáez
| Số | Vt | Cầu thủ             | Ngày sinh (tuổi)            | Số trận | Câu lạc bộ       |
| -- | -- | ------------------- | --------------------------- | ------- | ---------------- |
| 1  | TM | César Láinez        | 10 tháng 4, 1977 (20 tuổi)  |         | Real Zaragoza    |
| 2  | HV | Juan Redondo        | 17 tháng 1, 1977 (20 tuổi)  |         | Real Betis       |
| 3  | HV | Marc Bernaus        | 2 tháng 2, 1977 (20 tuổi)   |         | Barcelona B      |
| 4  | HV | Curro Montoya (c)   | 13 tháng 2, 1977 (20 tuổi)  |         | Valencia         |
| 5  | HV | César Caneda        | 10 tháng 5, 1978 (19 tuổi)  |         | Athletic Bilbao  |
| 6  | TV | Ismael Ruiz         | 7 tháng 2, 1977 (20 tuổi)   |         | Racing Santander |
| 7  | TV | Alberto Rivera      | 16 tháng 2, 1978 (19 tuổi)  |         | Real Madrid      |
| 8  | TV | Javier Farinós      | 29 tháng 3, 1978 (19 tuổi)  |         | Valencia         |
| 9  | TĐ | Diego Ribera        | 19 tháng 2, 1977 (20 tuổi)  |         | Figueres         |
| 10 | TV | Iván Ania           | 24 tháng 10, 1977 (19 tuổi) |         | Real Oviedo      |
| 11 | TĐ | Miguel Ángel Angulo | 23 tháng 6, 1977 (19 tuổi)  |         | Villarreal       |
| 12 | TV | Raúl Gil            | 3 tháng 9, 1977 (19 tuổi)   |         | Athletic Bilbao  |
| 13 | TM | Felip Ortiz         | 27 tháng 4, 1977 (20 tuổi)  |         | Barcelona        |
| 14 | TV | Gerard              | 12 tháng 3, 1979 (18 tuổi)  |         | Barcelona        |
| 15 | HV | Jesús María Lacruz  | 25 tháng 4, 1978 (19 tuổi)  |         | Osasuna          |
| 16 | HV | Jerónimo Miñarro    | 19 tháng 9, 1977 (19 tuổi)  |         | Valencia         |
| 17 | TĐ | José Luis Deus      | 12 tháng 1, 1977 (20 tuổi)  |         | La Coruña        |
| 18 | TV | David Albelda       | 1 tháng 9, 1977 (19 tuổi)   |         | Villarreal       |

## Bảng E

### Argentina
| Số | Vt | Cầu thủ                | Ngày sinh (tuổi)            | Số trận | Câu lạc bộ           |
| -- | -- | ---------------------- | --------------------------- | ------- | -------------------- |
| 1  | TM | Leo Franco             | 20 tháng 5, 1977 (20 tuổi)  |         | Independiente        |
| 2  | HV | Leandro Damián Cufré   | 9 tháng 5, 1978 (19 tuổi)   |         | Gimnasia La Plata    |
| 3  | HV | Walter Samuel          | 23 tháng 3, 1978 (19 tuổi)  |         | Newell's Old Boys    |
| 4  | HV | Juan José Serrizuela   | 25 tháng 1, 1977 (20 tuổi)  |         | Lanús                |
| 5  | TV | Esteban Cambiasso      | 18 tháng 8, 1980 (16 tuổi)  |         | Argentinos Juniors   |
| 6  | HV | Diego Markic           | 9 tháng 1, 1977 (20 tuổi)   |         | Argentinos Juniors   |
| 7  | TĐ | Diego Quintana         | 24 tháng 4, 1978 (19 tuổi)  |         | Newell's Old Boys    |
| 8  | TV | Juan Román Riquelme    | 24 tháng 6, 1978 (18 tuổi)  |         | Boca Juniors         |
| 9  | TĐ | Bernardo Romeo         | 10 tháng 9, 1977 (19 tuổi)  |         | Estudiantes La Plata |
| 10 | TĐ | Pablo Aimar            | 3 tháng 11, 1979 (17 tuổi)  |         | River Plate          |
| 11 | TV | Pablo Rodríguez        | 7 tháng 3, 1977 (20 tuổi)   |         | Argentinos Juniors   |
| 12 | TM | Cristián Muñoz         | 1 tháng 7, 1977 (19 tuổi)   |         | Sarmiento de Junín   |
| 13 | HV | Fabián Cubero          | 21 tháng 12, 1978 (18 tuổi) |         | Vélez Sársfield      |
| 14 | HV | Diego Placente         | 24 tháng 4, 1977 (20 tuổi)  |         | Argentinos Juniors   |
| 15 | TĐ | Martín Perezlindo      | 3 tháng 1, 1977 (20 tuổi)   |         | Unión de Santa Fe    |
| 16 | TV | Nicolás Diez           | 9 tháng 2, 1977 (20 tuổi)   |         | Racing Club          |
| 17 | TV | Sebastián Ariel Romero | 27 tháng 4, 1978 (19 tuổi)  |         | Gimnasia La Plata    |
| 18 | HV | Lionel Scaloni         | 16 tháng 5, 1978 (19 tuổi)  |         | Estudiantes La Plata |

### Úc
| Số | Vt | Cầu thủ            | Ngày sinh (tuổi)            | Số trận | Câu lạc bộ                   |
| -- | -- | ------------------ | --------------------------- | ------- | ---------------------------- |
| 1  | TM | Danny Milošević    | 26 tháng 6, 1978 (18 tuổi)  |         | Arminia Bielefeld            |
| 2  | HV | Brett Emerton      | 22 tháng 2, 1979 (18 tuổi)  |         | Sydney Olympic FC            |
| 3  | HV | Ivan Želić         | 24 tháng 2, 1978 (19 tuổi)  |         | Sydney Olympic               |
| 4  | HV | Con Blatsis        | 6 tháng 7, 1977 (19 tuổi)   |         | South Melbourne              |
| 5  | TV | Raphael Bove       | 5 tháng 3, 1977 (20 tuổi)   |         | Sydney Olympic               |
| 6  | HV | Hayden Foxe        | 23 tháng 6, 1977 (19 tuổi)  |         | Arminia Bielefeld            |
| 7  | TV | Mat Eggleton       | 18 tháng 4, 1977 (20 tuổi)  |         | Campbelltown FC              |
| 8  | HV | Lucas Neill        | 9 tháng 3, 1978 (19 tuổi)   |         | Millwall F.C.                |
| 9  | TV | Vince Grella       | 5 tháng 10, 1979 (17 tuổi)  |         | Victorian Institute of Sport |
| 10 | TV | David Davutovic    | 23 tháng 11, 1977 (19 tuổi) |         | Chelsea Hajduk FC            |
| 11 | TĐ | Michael Curcija    | 27 tháng 6, 1977 (19 tuổi)  |         | South Melbourne              |
| 12 | TV | Kostas Salapasidis | 1 tháng 7, 1978 (18 tuổi)   |         | Adelaide City                |
| 13 | HV | Tansel Baser       | 17 tháng 4, 1978 (19 tuổi)  |         | South Melbourne              |
| 14 | TV | Sebastian Šinožić  | 14 tháng 9, 1978 (18 tuổi)  |         | Wollongong Wolves            |
| 15 | TV | Mark Robertson     | 6 tháng 4, 1977 (20 tuổi)   |         | Marconi Stallions            |
| 16 | TV | Benjamin Coonan    | 19 tháng 8, 1978 (18 tuổi)  |         | Budgewoi FC                  |
| 17 | TĐ | Daniel Allsopp     | 10 tháng 8, 1978 (18 tuổi)  |         | South Melbourne              |
| 18 | TM | Peter Zois         | 21 tháng 4, 1978 (19 tuổi)  |         | South Melbourne              |

### Canada
| Số | Vt | Cầu thủ            | Ngày sinh (tuổi)            | Số trận | Câu lạc bộ                     |
| -- | -- | ------------------ | --------------------------- | ------- | ------------------------------ |
| 1  | TM | Taki Vohalis       | 15 tháng 8, 1977 (19 tuổi)  |         | Coquitlam Metro                |
| 2  | TV | Jeff Clarke        | 18 tháng 10, 1977 (19 tuổi) |         | Vancouver 86ers                |
| 3  | HV | Richard Hastings   | 18 tháng 5, 1977 (20 tuổi)  | 4 (0)   | Caledonian Thistle             |
| 4  | HV | Bryan Devenney     | 12 tháng 12, 1977 (19 tuổi) |         | Boston College                 |
| 5  | HV | Steve McCauley     | 8 tháng 1, 1977 (20 tuổi)   |         | University of British Columbia |
| 6  | TV | Jason Bent         | 8 tháng 3, 1977 (20 tuổi)   |         | University of Tulsa            |
| 7  | HV | Paul Stalteri      | 18 tháng 10, 1977 (19 tuổi) | 5 (0)   | Toronto Lynx                   |
| 8  | TV | Robbie Aristodemo  | 20 tháng 5, 1977 (20 tuổi)  |         | University of Maryland         |
| 9  | TV | Chris Stathopoulos | 29 tháng 12, 1977 (19 tuổi) |         | Montreal Impact                |
| 10 | HV | Steve Kindel       | 25 tháng 7, 1977 (19 tuổi)  |         | Vancouver 86ers                |
| 11 | HV | Jeff Skinner       | 2 tháng 5, 1977 (20 tuổi)   |         | Vancouver 86ers                |
| 12 | HV | Marco Reda         | 22 tháng 6, 1977 (19 tuổi)  |         | Ontario                        |
| 13 | TV | Jason Mathot       | 1 tháng 8, 1978 (18 tuổi)   |         | Vancouver 86ers                |
| 14 | TV | Eric Munoz         | 29 tháng 8, 1977 (19 tuổi)  |         | University of Memphis          |
| 15 | TĐ | Neal Yeung         | 5 tháng 12, 1977 (19 tuổi)  |         | Simon Fraser University        |
| 16 | TV | Jason Jordan       | 30 tháng 5, 1978 (19 tuổi)  |         | Vancouver 86ers                |
| 17 | TV | Dwayne de Rosario  | 15 tháng 5, 1978 (19 tuổi)  |         | Toronto Lynx                   |
| 18 | TM | Michael Franks     | 20 tháng 4, 1977 (20 tuổi)  |         | University of British Columbia |

### Hungary
| Số | Vt | Cầu thủ         | Ngày sinh (tuổi)            | Số trận | Câu lạc bộ        |
| -- | -- | --------------- | --------------------------- | ------- | ----------------- |
| 1  | TM | Balázs Rabóczki | 9 tháng 1, 1978 (19 tuổi)   |         | MTK Hungária      |
| 2  | HV | László Erdei    | 27 tháng 1, 1978 (19 tuổi)  |         | BVSC Budapest     |
| 3  | HV | Csaba Diczkó    | 28 tháng 9, 1977 (19 tuổi)  |         | Videoton Fehérvár |
| 4  | HV | Ádám Komlósi    | 6 tháng 12, 1977 (19 tuổi)  |         | BVSC Budapest     |
| 5  | TV | János Szabó     | 6 tháng 2, 1978 (19 tuổi)   |         | VAC               |
| 6  | HV | János Zováth    | 25 tháng 2, 1977 (20 tuổi)  |         | BVSC Budapest     |
| 7  | HV | Zoltán Balog    | 22 tháng 2, 1978 (19 tuổi)  |         | Békéscsabai Elõre |
| 8  | TĐ | Péter Kabát     | 25 tháng 9, 1977 (19 tuổi)  |         | Budapest Honvéd   |
| 9  | TĐ | István Ferenczi | 14 tháng 9, 1977 (19 tuổi)  |         | MFC Sopron        |
| 10 | TV | Attila Szili    | 11 tháng 3, 1978 (19 tuổi)  |         | 1860 Munich       |
| 11 | TV | Ákos Füzi       | 24 tháng 3, 1978 (19 tuổi)  |         | BVSC Budapest     |
| 12 | TM | Zoltán Varga    | 19 tháng 8, 1977 (19 tuổi)  |         | BVSC Budapest     |
| 13 | HV | Róbert Lóczi    | 20 tháng 8, 1977 (19 tuổi)  |         | Budapest Honvéd   |
| 14 | TV | Péter Vörös     | 14 tháng 12, 1977 (19 tuổi) |         | MTK Hungária      |
| 15 | TĐ | Csaba Csordás   | 9 tháng 8, 1977 (19 tuổi)   |         | BVSC Budapest     |
| 16 | TĐ | Zoltán Szabó    | 23 tháng 8, 1977 (19 tuổi)  |         | III. Kerületi TUE |
| 17 | TV | Bálint Lukács   | 15 tháng 8, 1977 (19 tuổi)  |         | Budapest Honvéd   |
| 18 | TV | Gergely Balogh  | 14 tháng 10, 1977 (19 tuổi) |         | Budapest Honvéd   |

## Bảng F

### Bờ Biển Ngà
Huấn luyện viên:  Appolinaire Kaby
| Số | Vt | Cầu thủ             | Ngày sinh (tuổi)            | Số trận | Câu lạc bộ           |
| -- | -- | ------------------- | --------------------------- | ------- | -------------------- |
| 1  | TM | Yahaya Traore       | 15 tháng 2, 1977 (20 tuổi)  |         | Stella Club d'Adjamé |
| 2  | TV | Abraham Onene       | 14 tháng 4, 1977 (20 tuổi)  |         | Bassam               |
| 3  | HV | Aboh Miessan        | 12 tháng 3, 1977 (20 tuổi)  |         | Albi                 |
| 4  | HV | Souleymane Cissé    | 10 tháng 8, 1977 (19 tuổi)  |         | AS Nancy             |
| 5  | HV | Serge Gogoua        | 1 tháng 1, 1977 (20 tuổi)   |         | Sporting Gagnoa      |
| 6  | HV | Daouda Mariko       | 13 tháng 11, 1981 (15 tuổi) |         | Sporting Gagnoa      |
| 7  | TV | Idrissa Keita       | 10 tháng 4, 1977 (20 tuổi)  |         | ASEC Mimosas         |
| 8  | TV | Thomas Guei         | 28 tháng 1, 1979 (18 tuổi)  |         | Stade d'Abidjan      |
| 9  | TV | Baroan Tagro        | 5 tháng 10, 1977 (19 tuổi)  |         | Paris Saint-Germain  |
| 10 | TĐ | Abdoulaye Soumahoro | 11 tháng 7, 1978 (18 tuổi)  |         | ASEC Mimosas         |
| 11 | TV | Youssouf Kamara     | 10 tháng 8, 1981 (15 tuổi)  |         | ASEC Mimosas         |
| 12 | TV | Yoossouf Tidiane    | 15 tháng 12, 1977 (19 tuổi) |         | Africa Sports        |
| 13 | TV | Rene Nda Kouadio    | 12 tháng 9, 1979 (17 tuổi)  |         | Stade d'Abidjan      |
| 14 | HV | Seydou Mariko       | 26 tháng 4, 1977 (20 tuổi)  |         | Africa Sports        |
| 15 | TĐ | Bonaventure Kalou   | 12 tháng 1, 1978 (19 tuổi)  |         | ASEC Mimosas         |
| 16 | TM | Baffie Fofana       | 21 tháng 12, 1977 (19 tuổi) |         | Africa Sports        |
| 17 | TĐ | Félix Dja Ettien    | 26 tháng 9, 1979 (17 tuổi)  |         | Bassam               |
| 18 | TV | Serge Die           | 4 tháng 10, 1977 (19 tuổi)  |         | Africa Sports        |

### Anh
Huấn luyện viên:  Ted Powell
| Số | Vt | Cầu thủ           | Ngày sinh (tuổi)            | Số trận | Câu lạc bộ          |
| -- | -- | ----------------- | --------------------------- | ------- | ------------------- |
| 1  | TM | David Lucas       | 23 tháng 11, 1977 (19 tuổi) |         | Preston North End   |
| 2  | HV | Matthew Upson     | 18 tháng 4, 1979 (18 tuổi)  |         | Luton Town          |
| 3  | TV | Jason Crowe       | 30 tháng 9, 1978 (18 tuổi)  |         | Arsenal             |
| 4  | TV | Ronnie Wallwork   | 10 tháng 9, 1977 (19 tuổi)  |         | Manchester United   |
| 5  | HV | John Curtis       | 3 tháng 9, 1978 (18 tuổi)   |         | Manchester United   |
| 6  | HV | Marlon Broomes    | 28 tháng 11, 1977 (19 tuổi) |         | Blackburn Rovers    |
| 7  | HV | Jamie Carragher   | 28 tháng 1, 1978 (19 tuổi)  |         | Liverpool           |
| 8  | TV | Jody Morris       | 22 tháng 12, 1978 (18 tuổi) |         | Chelsea             |
| 9  | TĐ | Ritchie Humphreys | 30 tháng 11, 1977 (19 tuổi) |         | Sheffield Wednesday |
| 10 | TV | Danny Murphy      | 18 tháng 3, 1977 (20 tuổi)  |         | Crewe Alexandra     |
| 11 | TV | Clint Easton      | 1 tháng 10, 1977 (19 tuổi)  |         | Watford             |
| 12 | TV | Kieron Dyer       | 29 tháng 12, 1978 (18 tuổi) |         | Ipswich Town        |
| 13 | TM | Mark Tyler        | 2 tháng 4, 1977 (20 tuổi)   |         | Peterborough United |
| 14 | TĐ | Jon Macken        | 7 tháng 9, 1977 (19 tuổi)   |         | Manchester United   |
| 15 | TĐ | Paul Shepherd     | 17 tháng 11, 1977 (19 tuổi) |         | Leeds United        |
| 16 | TĐ | Jason Euell       | 6 tháng 2, 1977 (20 tuổi)   |         | Wimbledon           |
| 17 | HV | Mark Jackson      | 30 tháng 9, 1977 (19 tuổi)  |         | Leeds United        |
| 18 | TĐ | Michael Owen      | 14 tháng 12, 1979 (17 tuổi) |         | Liverpool           |

### México
Huấn luyện viên:  José Luis Real
| Số | Vt | Cầu thủ             | Ngày sinh (tuổi)            | Số trận | Câu lạc bộ       |
| -- | -- | ------------------- | --------------------------- | ------- | ---------------- |
| 1  | TM | Alexandro Álvarez   | 26 tháng 1, 1977 (20 tuổi)  |         | Necaxa           |
| 2  | HV | Mariano Trujillo    | 19 tháng 5, 1977 (20 tuổi)  |         | UNAM Pumas       |
| 3  | HV | Christian Ramírez   | 8 tháng 3, 1978 (19 tuổi)   |         | UNAM Pumas       |
| 4  | HV | Joaquín Beltrán     | 29 tháng 4, 1977 (20 tuổi)  |         | UNAM Pumas       |
| 5  | HV | Omar Briceño        | 30 tháng 1, 1978 (19 tuổi)  |         | Atlas            |
| 6  | TV | Carlos Cariño       | 21 tháng 10, 1977 (19 tuổi) |         | UNAM Pumas       |
| 7  | TV | Adrián Sánchez      | 9 tháng 7, 1978 (18 tuổi)   |         | Puebla           |
| 8  | TĐ | Omar Avilán         | 29 tháng 4, 1977 (20 tuổi)  |         | Atlas            |
| 9  | TĐ | Eduardo Lillingston | 23 tháng 12, 1977 (19 tuổi) |         | Toluca           |
| 10 | TĐ | Omar Santacruz      | 13 tháng 1, 1977 (20 tuổi)  |         | America          |
| 11 | TĐ | Gerardo Torres      | 14 tháng 3, 1977 (20 tuổi)  |         | Atlas            |
| 12 | TM | Esdras Rangel       | 31 tháng 7, 1977 (19 tuổi)  |         | UNAM Pumas       |
| 13 | HV | Felipe Ayala        | 16 tháng 12, 1977 (19 tuổi) |         | UANL Tigres      |
| 14 | HV | Ignacio Hierro      | 22 tháng 6, 1978 (18 tuổi)  |         | America          |
| 15 | TV | Hector Valenzuela   | 16 tháng 12, 1977 (19 tuổi) |         | Guadalajara      |
| 16 | TĐ | Luis Maldonado      | 11 tháng 5, 1979 (18 tuổi)  |         | Monterrey        |
| 17 | HV | Javier Robles       | 7 tháng 1, 1979 (18 tuổi)   |         | Atlas            |
| 18 | TĐ | Emilio Mora         | 7 tháng 3, 1978 (19 tuổi)   |         | Atletico Morelia |

### UAE
| Số | Vt | Cầu thủ              | Ngày sinh (tuổi)            | Số trận | Câu lạc bộ    |
| -- | -- | -------------------- | --------------------------- | ------- | ------------- |
| 1  | TM | Abdel Al-Hammadi     | 1 tháng 11, 1977 (19 tuổi)  |         | Al Wahda      |
| 2  | HV | Jumaa Al-Mekaini     | 15 tháng 10, 1977 (19 tuổi) |         | Al Ain        |
| 3  | HV | Abdulla Essa Abdulla | 6 tháng 5, 1977 (20 tuổi)   |         | Al Wasl       |
| 4  | HV | Ahmed Murad          | 9 tháng 8, 1977 (19 tuổi)   |         | Al Ahli       |
| 5  | TV | Abdul Al-Arami       | 23 tháng 5, 1977 (20 tuổi)  |         | Al Wahda      |
| 6  | HV | Salem Al-Shaamsi     | 19 tháng 8, 1978 (18 tuổi)  |         | Al Ain        |
| 7  | TV | Saeed Al-Sharhan     | 1 tháng 10, 1977 (19 tuổi)  |         | Emirates Club |
| 8  | TĐ | Humaid Fakher        | 3 tháng 11, 1978 (18 tuổi)  |         | Al Ain        |
| 9  | TV | Yousif Al-Baloushi   | 6 tháng 6, 1978 (19 tuổi)   |         | Al Nasr       |
| 10 | TĐ | Yaser Salem Ali      | 1 tháng 12, 1977 (19 tuổi)  |         | Al Wahda      |
| 11 | TĐ | Salem Saad           | 1 tháng 9, 1978 (18 tuổi)   |         | Al-Shaab      |
| 12 | HV | Abdulla Ahmed Abulla | 4 tháng 2, 1977 (20 tuổi)   |         | Al Man        |
| 13 | TV | Adib Al-Zaabi        | 15 tháng 10, 1977 (19 tuổi) |         | Al Wahda      |
| 14 | TV | Ali Ahmed            | 3 tháng 6, 1977 (20 tuổi)   |         | Sharjah FC    |
| 15 | TĐ | Mohamed Kazim        | 1 tháng 1, 1978 (19 tuổi)   |         | Al Nasr       |
| 16 | TV | Mohamed Al-Baloushi  | 22 tháng 6, 1977 (19 tuổi)  |         | Al Nasr       |
| 17 | TM | Ali Al-Yarees        | 16 tháng 2, 1977 (20 tuổi)  |         | Al Shabab     |
| 18 | HV | Gharib Al-Kuwaiti    | 7 tháng 2, 1977 (20 tuổi)   |         | Al Ain        |